# Безенбюрен
Безенбюрен (нем. Besenbüren) — коммуна в Швейцарии, в кантоне Аргау.
Входит в состав округа Мури. Население составляет 592 человека (на 31 декабря 2007 года). Официальный код — 4226.
На гербе Безенбюрена изображены берёза и цветущая клюква — растения, типичные для флоры коммуны.